# 삼한국대부인 순흥안씨 묘
삼한국대부인 순흥안씨 묘는 경기도 안성시 금광면 오흥리에 있는 조선시대의 무덤이다. 1986년 5월 22일 안성시의 향토유적 제27호로 지정되었다.

## 개요
이 묘는 금광저수지에서 사흥리로 들어가는 도로 좌측 편에 위치하고 있으며, 조선 제4대 세종의 비(妃)인 소헌왕후(昭憲王后)의 모친이자 영의정을 지낸 청천부원군(靑川府院君) 안효공(安孝公) 심온(沈溫, 1375 ~ 1418)의 배위(配位)인 순흥안씨(順興 安氏, ? ~ 1444)의 묘이다. 약 60평의 묘역에는 호석을 두른 봉분(封墳)이 설치되어 있고, 묘 앞 중앙에는 글씨가 마멸된 원래의 대리석 묘비와 1910년 새로 건립한 묘비가 있다. 그 앞에는 상석 망주석 장명등 문인석 등이 좌우에 갖추어져 있으며, 특히 묘비와 상석 주위는 경사지게 장대석으로 사다리형 계단을 조성하여 아늑하고 품위 있는 제단(祭檀)이 되게 했다. 장명등은 방형(方形) 기단부(基壇部) 위에 방형의 화창(火窓)을 가진 화사면(火舍面)이 급경사를 이룬 옥개(屋蓋)를 얹었다. 
순흥안씨는 청송심씨(靑松沈氏) 안효공(安孝公) 심온(沈溫)에게 출가하여 장녀 소헌왕후를 비롯한 6명의 딸과 아들 3형제를 출산했고, 세종대왕의 부부인(府夫人, 장모)으로서 남편에 대한 내조와 자녀교육에 헌신했다. 순흥안씨가 1444년(세종 26년) 11월 24일에 죽자 세종은 안씨의 무덤을 남편 심온 묘가 있는 용인시 수지면 이의리(지금의 수원시 영통구 이의동)에 예장(禮葬)하도록 하였다. 이후 1467년(세조13) 5월 3일 왕명에 의하여 현재의 위치로 옮겨졌다.

## 참고 자료
- 삼한국대부인 순흥안씨 묘 - 안성문화관광/시지정문화재